# Directeur de la création
 (mai 2017).
Si vous disposez d'ouvrages ou d'articles de référence ou si vous connaissez des sites web de qualité traitant du thème abordé ici, merci de compléter l'article en donnant les références utiles à sa vérifiabilité et en les liant à la section « Notes et références ».
Un directeur de création est, au sein d'une agence de communication ou de publicité, la personne chargée de superviser le travail de ou des équipes de création, directeur artistique et concepteur-rédacteur.
Le plus souvent, il est lui-même un concepteur-rédacteur ou un directeur artistique monté en grade. Dans les petites et moyennes agences de communication, le directeur de la création supervisera l'ensemble des dossiers. Dans les grosses structures, il n'aura la responsabilité que d'une partie de la création (l'ensemble d'un budget automobile par exemple, ou une branche spécifique comme les médias interactifs sur des sujets transversaux).
Le directeur de la création est la première personne à laquelle les équipes de création présentent leurs projets. Il les critique, les améliore, les encourage. Une fois qu'il adhère aux créations proposées, c'est habituellement lui qui, dans l'agence, va les soutenir auprès des directeurs de clientèle (responsables des budgets). Dans la plupart des cas, c'est également lui qui les exposera à l'annonceur lors de la présentation client.
Un bon DA (directeur artistique) ou un bon concepteur-rédacteur ne font pas systématiquement un bon directeur de la création. Ce dernier doit en effet être pourvu de bonnes qualités de manager.